# Пактеково
 Пактеково  — упразднённая деревня в Новоторъяльском районе Республики Марий Эл. Входила в состав Староторъяльского сельского поселения. В 2024 году включена в состав деревни Верхнее Махматово и исключена из учётных данных.

## География
Находится в северо-восточной части республики Марий Эл на расстоянии приблизительно 11 км по прямой на юг от районного центра посёлка Новый Торъял.

## История
Упоминается с 1790 года, когда здесь числилось 4 хозяйства. В 1801 году деревня Пактеково входила в состав Нурминского волостного правления Уржумского уезда Вятской губернии, имелось 5 дворов, 39 человек. В 1988 году в деревне насчитывалось 24 двора, в них проживали 92 жителя, из них 39 трудоспособных. На 1 января 2002 года в деревне Пактеково было 22 двора. В советское время работал колхоз «У корно».

## Население
| 2010 |
| ---- |
| 59   |

Население составляло 72 человека (мари 100 %) в 2002 году, 59 в 2010.